# Paraprakisht
Paraprakisht – szósty album studyjny albańskiej piosenkarki Aurelii Gaçe, który został wydany 20 lipca 2012.
Album był nagrywany od 2010 do 2012 roku. Większość piosenek na płycie jest w języku albańskim, z wyjątkiem „Feel the Passion”, który jest w języku angielskim. Wydanie albumu było pierwotnie planowane w 2011 roku, ale premiera została odłożona na 2012 rok z powodu ciąży piosenkarki i jej udziału w Eurowizji. 1 sierpnia 2012 album został wydany także na iTunes.

## Lista utworów
| Nr  | Tytuł                   | Tekst                             | Muzyka                     | Czas  |
| --- | ----------------------- | --------------------------------- | -------------------------- | ----- |
| 1.  | „Origjinale”            | Aurela Gaçe, Dr. Flori            | Dr. Flori                  | 3:10  |
| 2.  | „Me jep nje hej”        | Dr. Flori                         | Alban Kondi, Aurela Gaçe   | 3:38  |
| 3.  | „Shpirt i shpirtit tim” | Rozana Radi                       | Adrian Hila                | 3:55  |
| 4.  | „CA$H”                  | Aurela Gaçe, Dr. Flori, Mc Kresha | Darko Dimitrov             | 3:43  |
| 5.  | „Ja ke nge”             | Rozana Radi                       | Adrian Hila                | 4:04  |
| 6.  | „Tranzit”               | Aurela Gaçe, Dr. Flori            | Alban Kondi, Edlir Begolli | 3:45  |
| 7.  | „Tunde”                 | Marin Janço                       | Marin Janço                | 3:03  |
| 8.  | „Feel the Passion”      | Sokol Marsi                       | Shpëtim Saraçi             | 3:56  |
| 9.  | „Me mire pa ty”         |                                   |                            | 2:40  |
| 10. | „Boom Boom Boom”        | Dr. Flori, Edlir Begolli          | Dr. Flori, Edlir Begolli   | 3:18  |
| 11. | „Fantasy”               | Deep System                       | Deep System                | 3:24  |
|     |                         |                                   | Całkowita długość:         | 38:36 |